# Bahra (diari)
Bahra (siríac: ܒܗܪܐ) és un setmanari polític editat pel Moviment Democràtic Assiri. S'imprimeix a Bagdad i es publica en àrab i siríac. Fou publicat per primer cop el 1982.